# Johann VII. von Schleinitz

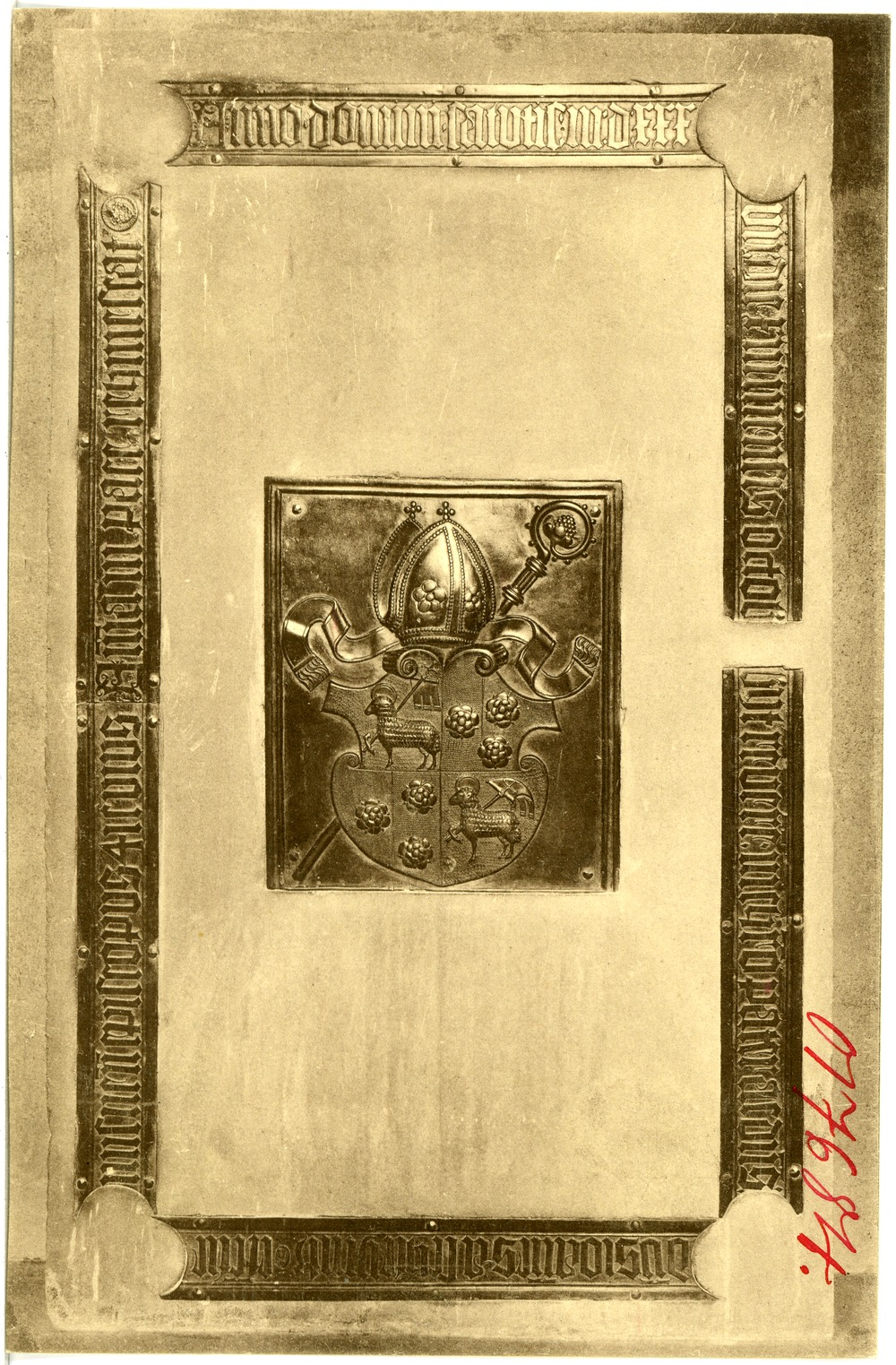
Grabplatte im Dom Meißen

Johann VII. von Schleinitz (* um 1470; † 13. Oktober 1537 in Stolpen) war Bischof von Meißen von 1518 bis 1537.
Johann stammte aus der Familie von Schleinitz in der Nebenlinie Ragewitz. Sein Vater war der herzoglich sächsische Rat Georg von Schleinitz, seine Mutter Maria, geborene Maltitz. Ab 1499 war er Domkantor zu Meißen und Domherr zu Naumburg. Als Johann VII. wurde er 1518 zum Bischof von Meißen erwählt. Er war ein erbitterter Gegner Martin Luthers und ließ zusammen mit Herzog Georg Prediger verfolgen.
Im Meißner Dom befindet sich seine Grabplatte und sein Epitaph ist als Zeichnung um 1750 überliefert. Seine Grabplatte ist eine Sandsteinplatte mit Metallbeschlägen, zentrales Motiv das bischöfliche Wappen als Vierung mit dem Bistums- und dem Familienwappen im Wechsel.